# サタクンタ
サタクンタ、もしくはサタクンタ州 (サタクンタしゅう、フィンランド語: Satakunta、スウェーデン語: Satakunda、ラテン語: Finnia Septentrionalis or Satagundia)は、フィンランドの伝統州。北でポフヤンマー、東でハメ、南で南西スオミの各伝統州と接しており、西には、バルト海が位置している。現在、サタクンタだった地域の大半は、同名の県、サタクンタ県と、ピルカンマー県の県域に含まれる。ただし、サタクンタの北東の一部地域は、現在南ポフヤンマー県と中央スオミ県の県域に、南の一部地域が南西スオミ県の県域に含まれている。

## 歴史・行政
サタクンタ県#歴史の項も参照
サタクンタの地域は、1634年に設立されたフィンランドの州 (スウェーデンの県)において、その大部分がトゥルク・ポリ州に含まれていた。その後、1775年の州の改革によってトゥルク・ポリ州東部がヴァーサ州とウーシマー・ハメ州に含まれるようになる。1831年にウーシマー・ハメ州が分割され、サタクンタの最東部の一部がハメ州の所属となる。1960年に、ヴァーサ州が分割されたため、サタクンタの一部は中央スオミ州に含まれることになった。この時点で、サタクンタの地域は、トゥルク・ポリ州、ヴァーサ州、ハメ州、中央スオミ州の4州にまたがることになった。1997年に行われた州の大改革で、サタクンタ全域は西スオミ州に属することになった。
2010年にフィンランド全州が廃止されたため、サタクンタを管轄する地方行政区画はサタクンタ県と、ピルカンマー県となった。ただし、サタクンタの北東の一部地域は、現在南ポフヤンマー県と中央スオミ県、南の一部地域が南西スオミ県に含まれている。